# Précession de Larmor

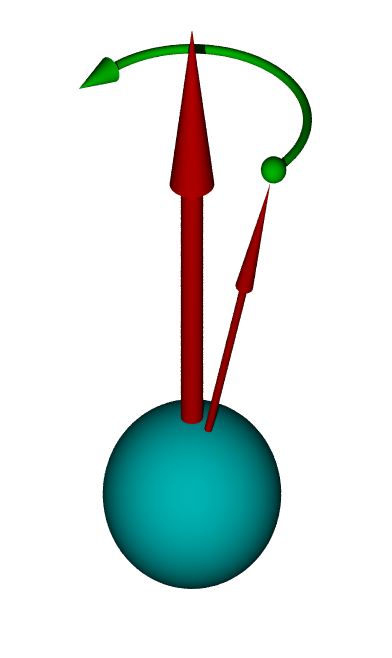

En physique, la précession de Larmor (nommée d'après Joseph Larmor) est la précession du  moment magnétique des  électrons, des noyaux atomiques ou des  atomes soumis à un champ magnétique.  Le champ magnétique exerce un couple sur le moment magnétique,
{\displaystyle {\vec {\Gamma }}={\vec {\mu }}\wedge {\vec {B}}=\gamma {\vec {L}}\wedge {\vec {B}}}
où {\displaystyle {\vec {\Gamma }}} est le couple, {\displaystyle {\vec {\mu }}} est le moment magnétique dipolaire,  {\displaystyle {\vec {L}}} est le vecteur moment cinétique, {\displaystyle {\vec {B}}} est le champ magnétique, {\displaystyle \wedge } est le produit vectoriel, et {\displaystyle \ \gamma } est le rapport gyromagnétique donnant la    constante de proportionnalité entre  le  moment magnétique et le moment angulaire. 

## Fréquence de Larmor
Le vecteur moment cinétique {\displaystyle {\vec {L}}} vérifie l'équation :
{\displaystyle {\frac {{\rm {d}}{\vec {L}}}{{\rm {d}}t}}={\vec {\Gamma }}=-\gamma {\vec {B}}\wedge {\vec {L}}}
et subit donc une précession autour de la direction  du champ magnétique  externe, avec une  vitesse angulaire (ou pulsation) connue sous le nom de  fréquence de Larmor,
{\displaystyle \omega =\gamma B}
où {\displaystyle \omega } est la pulsation,{\displaystyle \gamma ={\frac {-eg}{2m}}} est le rapport gyromagnétique,  {\displaystyle B} est l'intensité du champ magnétique et {\displaystyle g} est le facteur de Landé  (égal à  1, sauf en physique quantique).
Chaque isotope a une fréquence de Larmor unique pour la spectroscopie RMN, dont voici une table.

## Équation deBargmann-Michel-Telegdi
La précession du spin de l'électron dans un champ électromagnétique est décrite par l'équation de  Bargmann-Michel-Telegdi (BMT)
{\displaystyle {\frac {da^{\tau }}{ds}}={\frac {e}{m}}u^{\tau }u_{\sigma }F^{\sigma \lambda }a_{\lambda }+2\mu (F^{\tau \lambda }-u^{\tau }u_{\sigma }F^{\sigma \lambda })a_{\lambda },}
où {\displaystyle a^{\tau }}, {\displaystyle e}, {\displaystyle m}, et {\displaystyle \mu } sont respectivement le quadri-vecteur de polarisation, la  charge, la masse, et le  moment magnétique ; {\displaystyle u^{\tau }}est la quadri-vitesse de l'électron, {\displaystyle a^{\tau }a_{\tau }=-u^{\tau }u_{\tau }=-1}, {\displaystyle u^{\tau }a_{\tau }=0}, et {\displaystyle F^{\tau \sigma }} est le tenseur de force du champ électromagnétique. Utilisant les équations du mouvement, 
{\displaystyle m{\frac {du^{\tau }}{ds}}=eF^{\tau \sigma }u_{\sigma },}
on peut réécrire le premier terme du membre de droite {\displaystyle (-u^{\tau }w^{\lambda }+u^{\lambda }w^{\tau })a_{\lambda }}, où {\displaystyle w^{\tau }=du^{\tau }/ds} est la quadri-accélération. Ce terme décrit un transport de Fermi-Walker (en)  et correspond à la précession de Thomas. Le second terme est associé à la  précession de Larmor.

## Applications
En  1935, un article publié par   Lev Landau et Evgueni Lifchits prédisait l'existence de la résonance ferromagnétique de la  précession de Larmor, qui fut vérifiée expérimentalement et indépendamment  par J. H. E. Griffiths (Grande-Bretagne) et E. K. Zavoiskij (URSS) en 1946.
La précession de Larmor joue un rôle important  en résonance magnétique nucléaire, en résonance paramagnétique électronique  et en spectroscopie muonique (en).
Pour calculer le spin d'une particule dans un champ magnétique, on doit aussi prendre en compte la précession de Thomas.